# (520) Franziska
(520) Franziska est un astéroïde de la ceinture principale découvert par Max Wolf et Paul Götz à Heidelberg le 27 octobre 1903.

## Description
(520) Franziska est un astéroïde de la ceinture principale. Cet astéroïde présente une orbite caractérisée par un demi-grand axe de 3,00 UA, une excentricité de 0,11 et une inclinaison de 11.0° par rapport à l'écliptique.